# Barguzinskij rajon
Il Barguzinskij rajon (in russo Баргузинский район?) è un municipal'nyj rajon della Repubblica autonoma di Buriazia, nella Siberia. Istituito nel 1923, occupa una superficie di 18.533 chilometri quadrati, ospita una popolazione di circa 25.509 abitanti ed ha come capoluogo Barguzin.